# 안토니오 바스케스 (양궁 선수)
안토니오 바스케스 메히도(스페인어: Antonio Vázquez Mejido, 1961년 1월 26일~)는 스페인의 양궁 선수, 지도자이다. 1992년 하계 올림픽 양궁 단체전에서 금메달을 획득했다.